# Santana Motor S.A.

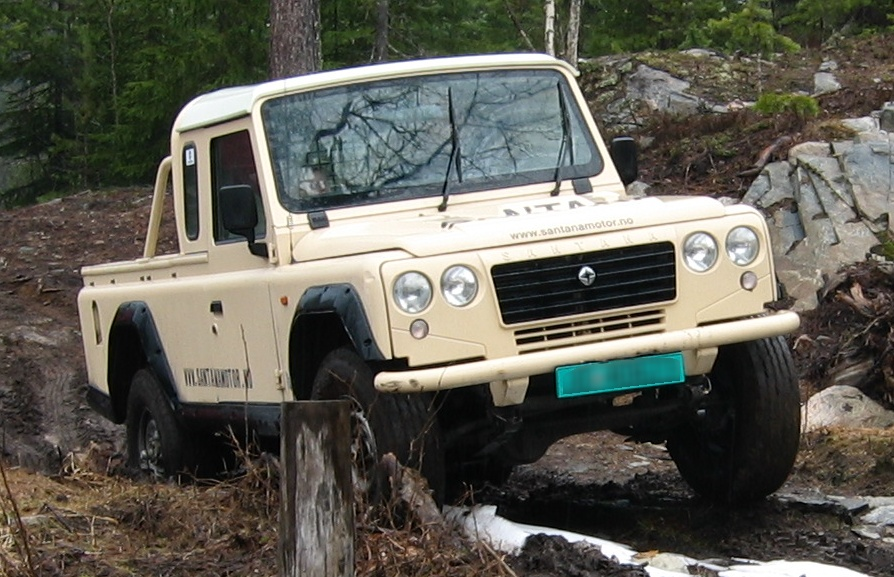
Santana PS-10

Santana Motor S.A. was een Spaanse autofabrikant, gevestigd in Linares.

## Geschiedenis

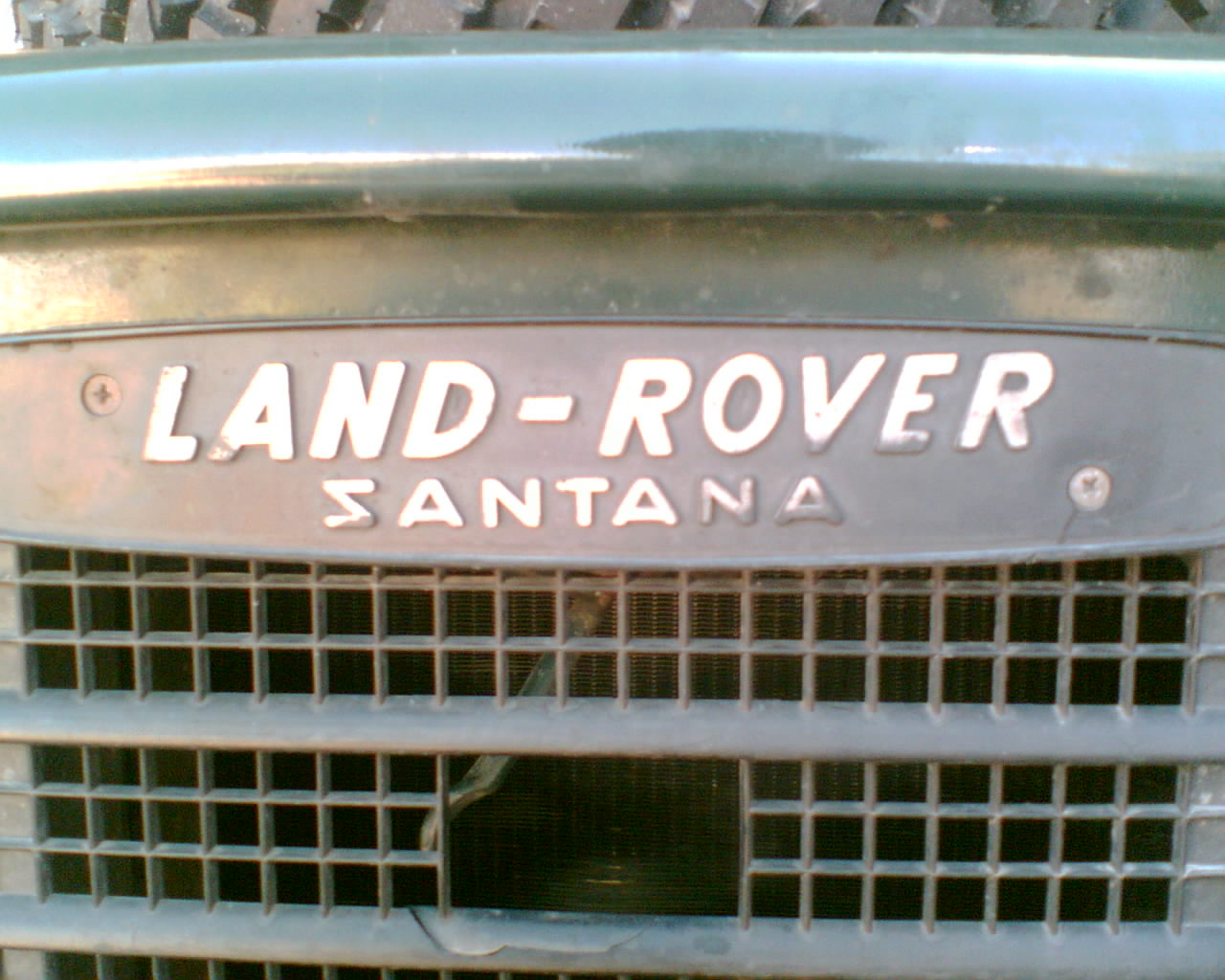
Santana-logo op een Land Rover 88

Opgericht in 1955 onder de naam Metalúrgica de Santa Ana voor de bouw van landbouwwerktuigen, bouwde Santana sinds 1956 terreinauto's van Land Rover in licentie die grotendeels werden vervaardigd zonder geïmporteerde onderdelen van de Britse moederfabriek. Santana produceerde verschillende modellen en was ook buiten Spanje erg populair bij landbouwers en veehouders.
Concurrenten waren er toen nauwelijks op de binnenlandse markt, aangezien Santana de enige producent van terreinauto's in Spanje was. Concurrenten in de autosector waren allemaal licentiehouders of joint ventures met buitenlandse bedrijven, onder andere Renault (in Spanje FASA), Citroën en FIAT (in Spanje Seat). De reden hiervoor waren hoge douanetarieven en importquota tijdens de Franco-tijd. Daardoor was de import van buitenlandse nieuwe auto's bijna onmogelijk en de Spaanse markt voor zelfstandig ontwikkelde productlijnen erg klein.
In 1958, parallel aan de modelverandering bij Land Rover, rolden de eerste Series II-modellen uit de fabrieken in Linares: 88- en 109-hardtops met de tweeliter benzine- en dieselmotoren. In 1962 begon de export. De focus lag op Noord-Afrikaanse en Latijns-Amerikaanse landen.
In 1981 werd de Santana 2000 gepresenteerd, een grondig herziene Land Rover 101 Forward Control die een laadvermogen van twee ton had. In 1982 volgde de Cazorla - uiterlijk bijna een Defender, met zescilindermotor, overdrive, stuurbekrachtiging en drie ruitenwissers op de vergrote eendelige voorruit. Vanwege het wegvallen van de ventilatiekleppen onder de voorruit kon het dashboard volledig opnieuw worden ontworpen.
In 1983 werd de samenwerking met Land Rover beëindigd en met de 2500-serie werden substantiële wijzigingen aangebracht aan de bestaande modellen. Met de Super T werd onder andere de eerste turbodiesel-variant van de 2,25 litermotor, met een vermogen van 75 pk en een koppel van 180 Nm, geïntroduceerd - drie jaar voor de Britse turbodiesel. De overgang naar de veel zachtere reagerende parabolische veren vormden een moderne doorontwikkeling van de robuuste bladveerophanging.
In 1986 begon de productie van de Suzuki SJ omdat ook andere fabrikanten van terreinvoertuigen zich in Spanje vestigden, waaronder Nissan en Toyota. In 1991 trad Suzuki toe tot Santana als meerderheidsaandeelhouder en het bedrijf werd sindsdien Santana Motors genoemd. De productie werd uitgebreid met de 300/350, in feite een Suzuki Vitara. In 1994 eindigde de productie van de Santana 2500.
In 1995 ging het merendeel van de aandelen terug naar Spanje en in werd groen licht gegeven voor een opvolger van de Santana 2500. Dit werd voorafgegaan door herhaalde verzoeken van het leger en grote klanten die om een voortzetting van de productie van de 2500 vroegen. De vereisten waren om een economisch multifunctioneel voertuig te ontwikkelen dat gebaseerd was op de beproefde componenten uit het verleden, maar aangepast aan de huidige eisen van de klant.
De PS-10 werd in 1999 gepresenteerd met een 2800 cc motor van Iveco en aanzienlijke veranderingen aan de techniek en de carrosserie. In 2002 begon de productie van PS-10 en vanaf oktober 2004 werd een pick-up-versie met een lange wielbasis aangeboden.
Sinds 2004 werd Santana ook aangeboden in België en Nederland. Santana zocht naar een partner om haar modellen in meer landen te kunnen verkopen, dit leidde tot samenwerking met Iveco. De naam Santana zou daardoor overal, behalve in Spanje, verdwijnen en worden vervangen door Iveco. Iveco presenteerde op de BedrijfsautoRAI in 2007 de terreinauto Iveco Massif op basis van de Santana PS-10 met de 176 pk dieselmotor van de Iveco Daily.

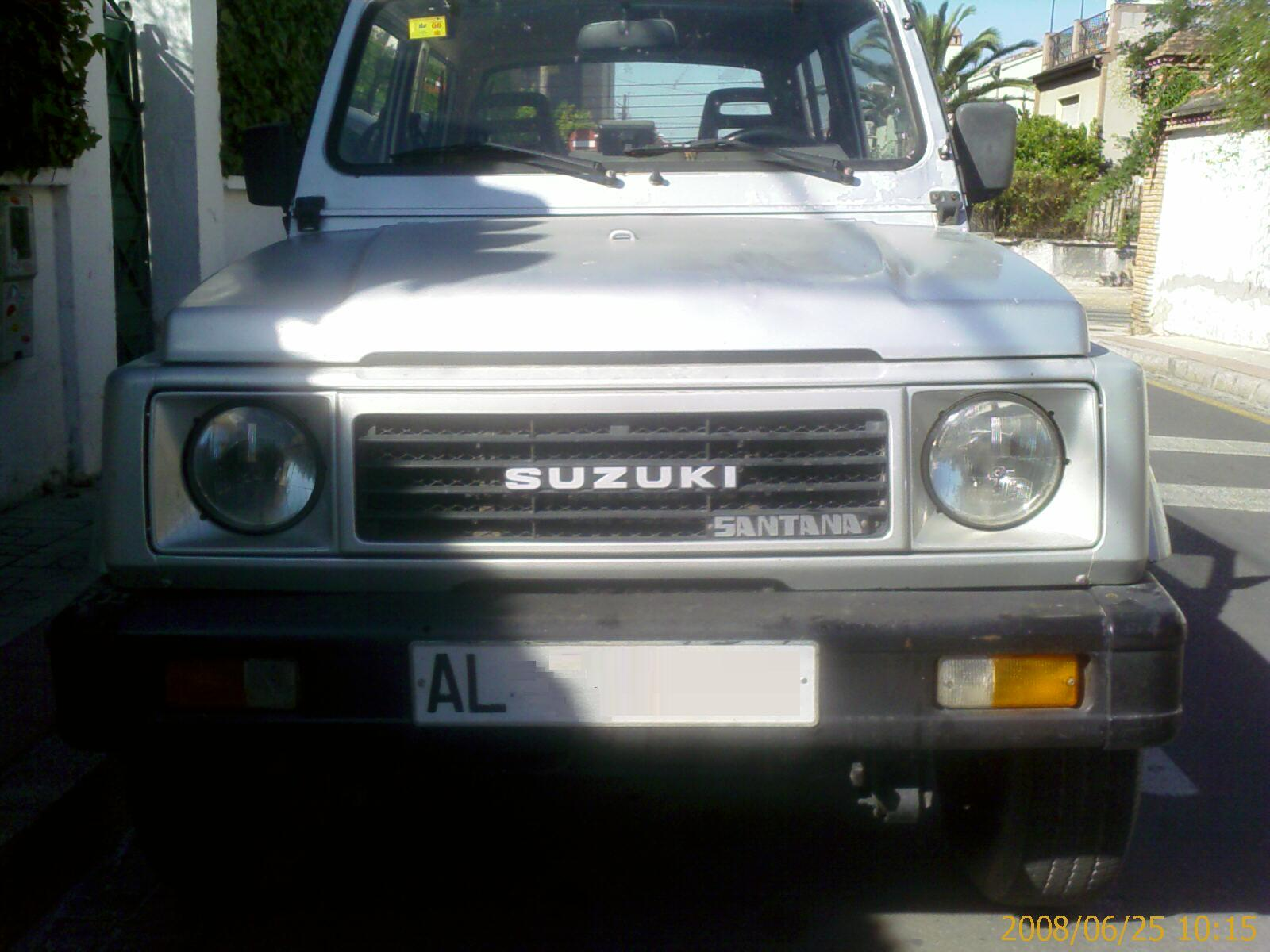
Suzuki SJ Santana
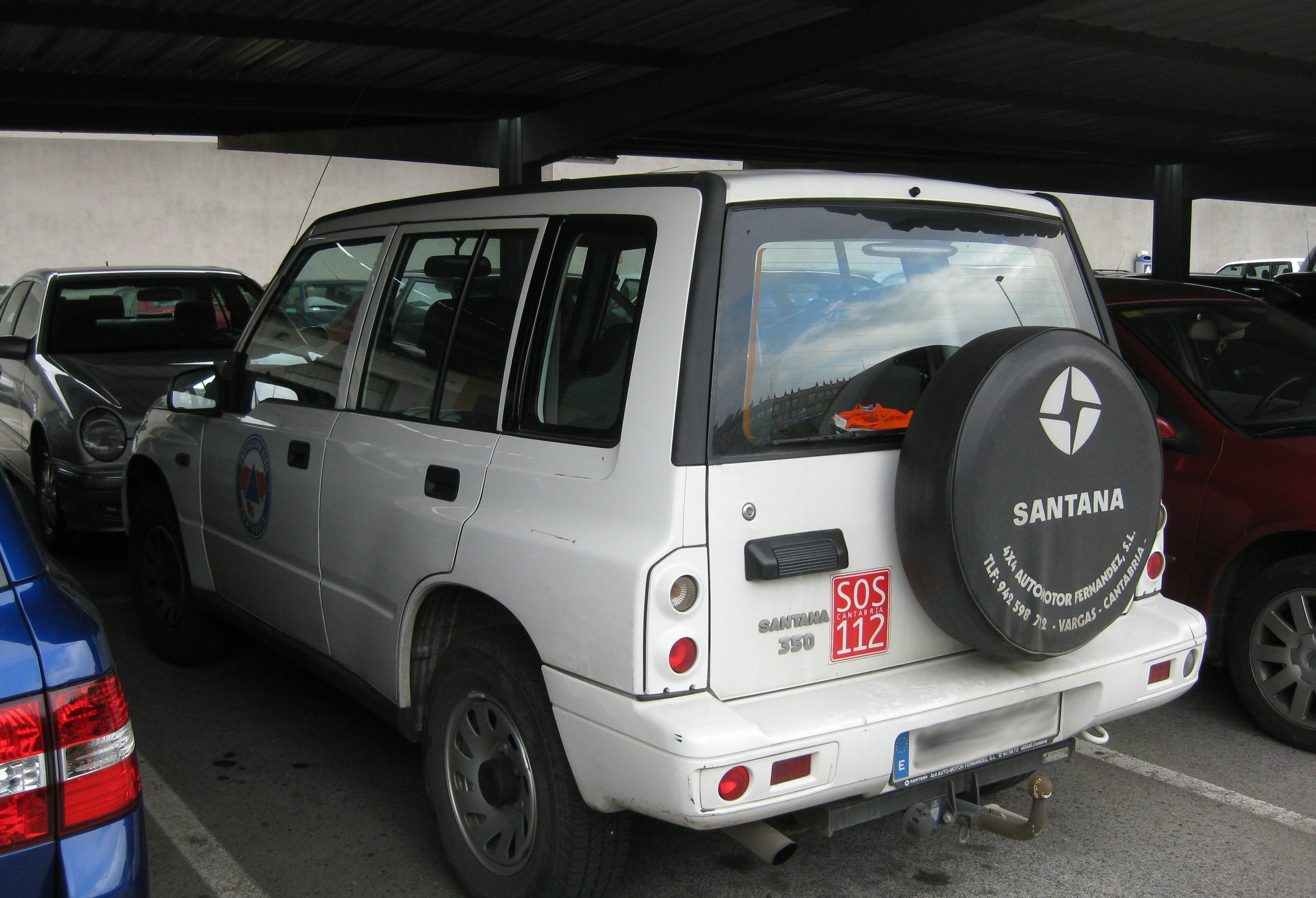
Santana 350
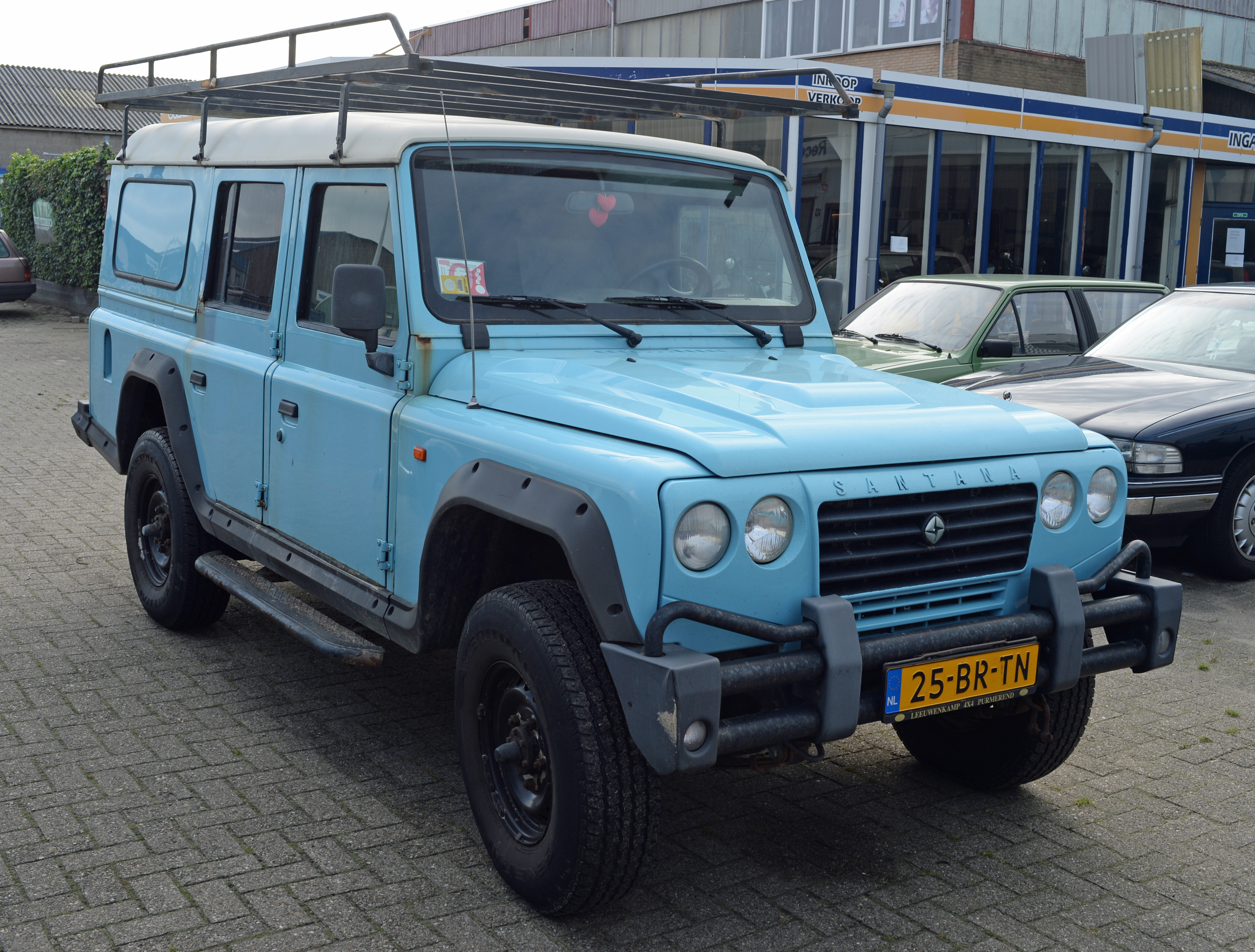
Santana PS-10
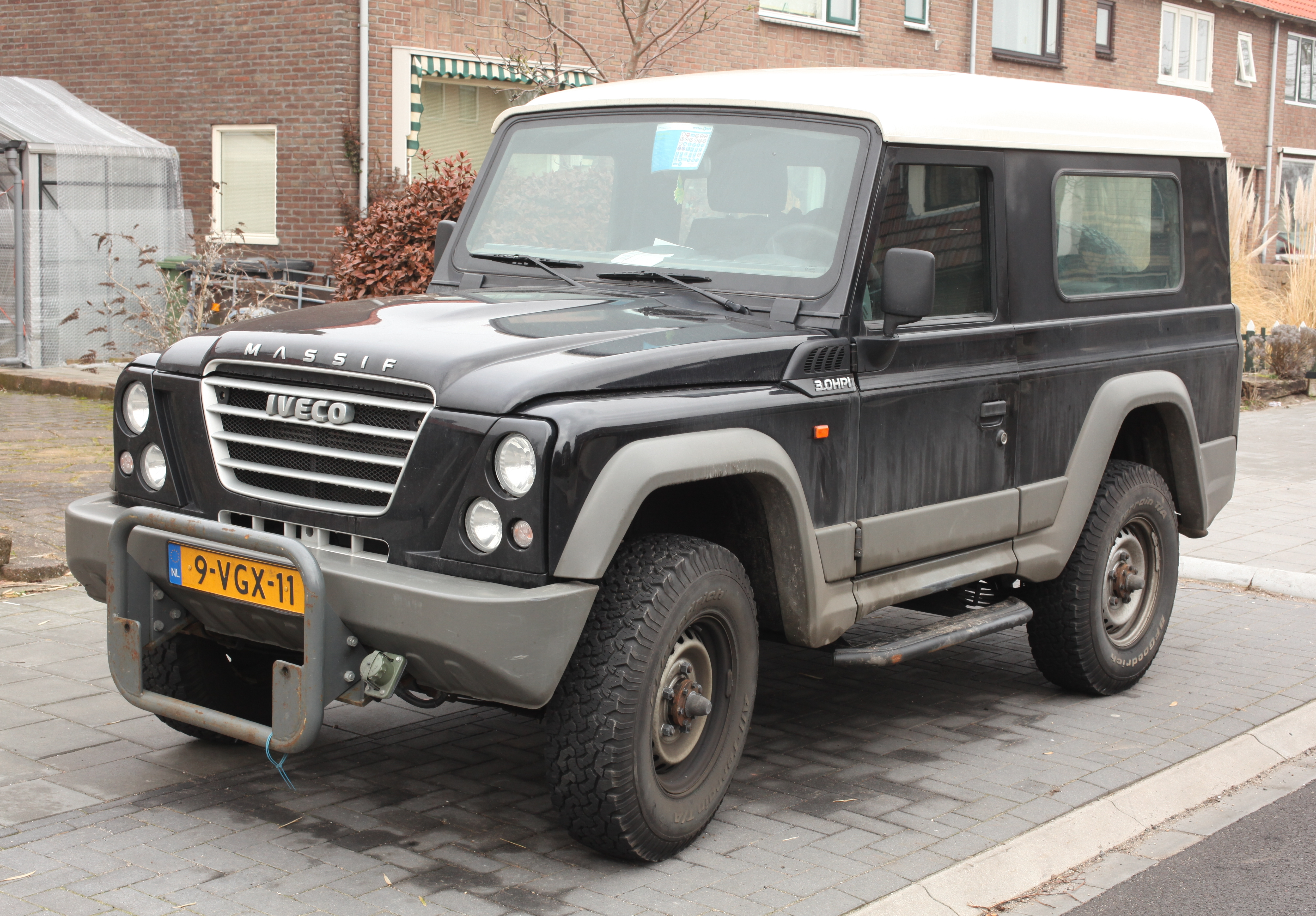
Iveco Massif

## Einde
Met de beëindiging van de samenwerking met Suzuki en de nieuwe samenwerking met Iveco werd ook de licentieproductie en marketing van Suzuki-voertuigen beëindigd. Als gevolg van de beëindiging van de zakelijke relatie tussen Suzuki en Santana verklaarde Suzuki dat de geproduceerde auto's geen Suzuki maar Santana's waren, waarvoor Suzuki niet langer ondersteuning bood. Deze beslissing was vervelend voor de eigenaars van voertuigen die uitsluitend door Santana werden vervaardigd, omdat er geen garantie meer was op de levering van reserveonderdelen. Dit was met name vervelend omdat de door Santana gefabriceerde Jimny's last hadden van sterk wisselende afwerkingskwaliteit en ernstige corrosie. De voertuigen vervaardigd door Santana hebben een VIN beginnend met "VSE ...".
Daarnaast behield Suzuki het verkoopnetwerk. Dit betekende voor Santana dat de gefabriceerde auto's niet konden worden verkocht als voorheen. Omdat de verkoop van het Iveco Massif niet aan de verwachtingen voldeed, beëindigde Iveco de samenwerking in 2010.
In 2011 besloot de eigenaar van het bedrijf, de regering van Andalusië, tot het einde van Santana Motors, beëindigde de bedrijfsactiviteiten en sloot de autofabriek.
- Biblioteca Nacional de España: XX158317
- Library of Congress Control Number: n2003099210
- Virtual International Authority File: 125803078